# Carl Auen

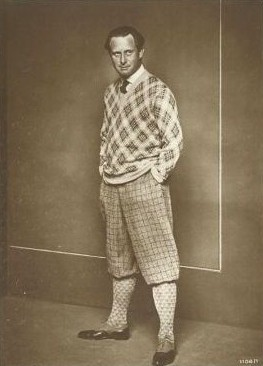
Carl Auen fotograferad av Nicola Perscheid.

Carl Auen född 16 februari 1892 i Byfang Rheinland död 23 juni 1972 i Berlin, tysk skådespelare. 

## Filmografi (urval)
- 1936 - Schlussakkord
- 1936 - Ave Maria
- 1923 – Fröken Fob